# Robert Teah
Robert Teah (sinh ngày 3 tháng 9 năm 1982) là một tiền vệ bóng đá người Liberia. Hiện tại anh thi đấu cho LPRC Oilers.
Teah cũng là thành viên của Đội tuyển bóng đá quốc gia Liberia. Anh có màn ra mắt cho đội tuyển quốc gia, Lone Star, ở sân vận động First National Bank (FNB) tại Johannesburg. The Lone Star thất bại trước Bafana Bafana của Nam Phi ở vòng loại Nations Cup 2002.